# Lucrecia muerta
Lucrecia muerta (Lucrècia morta en catalán) es una escultura realizada por Damià Campeny en 1804. Campeny esculpió la misma en mármol en 1833, que se conserva en la Lonja del Mar, y una copia en bronce, que se halla en el Museo Nacional de Arte de Cataluña, fue realizada en 1934. En la Biblioteca Museo Víctor Balaguer se conserva una copia del original de Damià Campeny realizada por Amatore Orlandi, por encargo de Francesc Abellà. Considerada obra maestra de la escultura neoclásica catalana, muestra la figura de la joven Lucrecia sedente y muerta. Tiene el pecho descubierto, un brazo caído y el otro sobre un muslo. Puñal a tierra.

## Descripción
La vida de Campeny va unida a la Escuela de Bellas Artes de Barcelona, donde adquirió la sólida formación que le permitió pasar a ser un destacado escultor neoclásico y, más adelante, dedicarse a la enseñanza de la escultura en la misma escuela. Los dieciocho años que pasó en Roma pensionado por la Junta de Comercio son decisivos en su carrera, y muy especialmente la relación que tuvo con Antonio Canova, cuya obra influenció su producción artística.
Lucrecia, una de las esculturas de pensionado que el autor hizo en Roma y posiblemente su obra más destacada, dio pie a una polémica al ser considerada copia de una escultura antigua, hecho desmentido por varios testigos. En 1833 Campeny esculpió el ejemplar en mármol, que se conserva en el edificio de la Lonja del Mar.